# Bonson (Loira)
Bonson és un municipi francès situat al departament del Loira i a la regió d'Alvèrnia-Roine-Alps. L'any 2007 tenia 3.695 habitants.

## Demografia

### Població
El 2007 la població de fet de Bonson era de 3.695 persones. Hi havia 1.421 famílies de les quals 273 eren unipersonals (88 homes vivint sols i 185 dones vivint soles), 542 parelles sense fills, 546 parelles amb fills i 60 famílies monoparentals amb fills.
La població ha evolucionat segons el següent gràfic:
Habitants censats

### Habitatges
El 2007 hi havia 1.511 habitatges, 1.432 eren l'habitatge principal de la família, 36 eren segones residències i 43 estaven desocupats. 1.292 eren cases i 217 eren apartaments. Dels 1.432 habitatges principals, 1.056 estaven ocupats pels seus propietaris, 356 estaven llogats i ocupats pels llogaters i 19 estaven cedits a títol gratuït; 4 tenien una cambra, 67 en tenien dues, 228 en tenien tres, 517 en tenien quatre i 615 en tenien cinc o més. 1.262 habitatges disposaven pel capbaix d'una plaça de pàrquing. A 539 habitatges hi havia un automòbil i a 802 n'hi havia dos o més.

### Piràmide de població
La piràmide de població per edats i sexe el 2009 era:
| Homes | Edats   | Dones |
| ----- | ------- | ----- |
| 0     | 95 o +  | 0     |
| 0     | 90 a 94 | 4     |
| 4     | 85 a 89 | 4     |
| 8     | 80 a 84 | 12    |
| 16    | 75 a 79 | 52    |
| 60    | 70 a 74 | 40    |
| 76    | 65 a 69 | 112   |
| 88    | 60 a 64 | 76    |
| 100   | 55 a 59 | 88    |
| 156   | 50 a 54 | 152   |
| 212   | 45 a 49 | 220   |
| 120   | 40 a 44 | 140   |
| 124   | 35 a 39 | 140   |
| 96    | 30 a 34 | 84    |
| 152   | 25 a 29 | 113   |
| 172   | 20 a 24 | 136   |
| 188   | 15 a 19 | 196   |
| 128   | 10 a 14 | 164   |
| 128   | 5 a 9   | 80    |
| 84    | 0 a 4   | 96    |

## Economia
El 2007 la població en edat de treballar era de 2.521 persones, 1.737 eren actives i 784 eren inactives. De les 1.737 persones actives 1.632 estaven ocupades (879 homes i 753 dones) i 105 estaven aturades (43 homes i 62 dones). De les 784 persones inactives 303 estaven jubilades, 249 estaven estudiant i 232 estaven classificades com a «altres inactius».

### Ingressos
El 2009 a Bonson hi havia 1.417 unitats fiscals que integraven 3.745 persones, la mediana anual d'ingressos fiscals per persona era de 18.346 €.

### Activitats econòmiques
Dels 160 establiments que hi havia el 2007, 4 eren d'empreses alimentàries, 1 d'una empresa de fabricació d'elements pel transport, 9 d'empreses de fabricació d'altres productes industrials, 29 d'empreses de construcció, 43 d'empreses de comerç i reparació d'automòbils, 14 d'empreses de transport, 7 d'empreses d'hostatgeria i restauració, 2 d'empreses d'informació i comunicació, 4 d'empreses financeres, 9 d'empreses immobiliàries, 11 d'empreses de serveis, 19 d'entitats de l'administració pública i 8 d'empreses classificades com a «altres activitats de serveis».
Dels 45 establiments de servei als particulars que hi havia el 2009, 1 era una oficina de correu, 1 una oficina bancària, 1 funerària, 6 tallers de reparació d'automòbils i de material agrícola, 1 taller d'inspecció tècnica de vehicles, 2 autoescoles, 6 paletes, 5 guixaires pintors, 5 fusteries, 4 lampisteries, 2 electricistes, 5 perruqueries, 3 restaurants, 2 agències immobiliàries i 1 saló de bellesa.
Dels 13 establiments comercials que hi havia el 2009, 1 era un supermercat, 1 una gran superfície de material de bricolatge, 1 una botiga de menys de 120 m², 3 fleques, 1 una llibreria, 1 una botiga de roba, 1 una botiga d'equipament de la llar, 1 una botiga de material esportiu, 1 un drogueria i 2 floristeries.
L'any 2000 a Bonson hi havia 7 explotacions agrícoles que ocupaven un total de 90 hectàrees.

## Equipaments sanitaris i escolars
L'únic equipament sanitari que hi havia el 2009 era una farmàcia.
El 2009 hi havia 2 escoles maternals i 2 escoles elementals.

## Poblacions més properes
El següent diagrama mostra les poblacions més properes.